# Dothraki
Het Dothraki [ˈd̪oθ.ɾa.ki] is een kunsttaal, die een rol speelt binnen de fictieve wereld van Het lied van ijs en vuur van de Amerikaanse schrijver George R.R. Martin en de daarop gebaseerde televisieserie Game of Thrones uit 2011 als taal van het nomadenvolk de Dothraki. Ten behoeve van laatstgenoemde serie werd de taal uitgewerkt door de Amerikaanse taalkundige David J. Peterson.

## Totstandkoming
In het werk van Martin komt het Dothraki slechts voor als een reeks geïmproviseerde fragmenten. Voorafgaande aan de productie van de serie nam HBO daarom in 2009 contact op met de Language Creation Society met het verzoek de taal meer in detail uit te werken. Hierbij moest aan twee voorwaarden worden voldaan: ten eerste moest de taal volledig aansluiten op de fragmenten in de boeken, ten tweede moest de taal voor de acteurs eenvoudig uit te spreken en te leren zijn. Na een kandidaatstellingsprocedure, waaraan door ruim dertig kunsttaalauteurs werd deelgenomen, viel deze opdracht uiteindelijk ten deel aan de Amerikaan David Peterson. Toen de opnames begonnen, had hij HBO inmiddels een volledige grammatica en ruim 1700 woorden aangeleverd en in september 2011 was dit aantal opgelopen tot 3163.
Petersons voornaamste inspiratiebronnen zijn, naast de informatie van Martin zelf, het Russisch, het Estisch, het Inuktitut en het Swahili. Qua klank is de taal bedoeld als "een mengsel van Arabisch (zonder de kenmerkende faryngalen) en, vanwege de dentale medeklinkers, het Spaans."
Voor het derde seizoen van Game of Thrones heeft Peterson ook de Valyriaanse talen ontworpen.

## Fonologie en schrijfwijze
In de wereld van Het lied van ijs en vuur is het Dothraki geen geschreven taal. Als er binnen deze wereld voorbeelden zouden bestaan van geschreven Dothraki, zou dit waarschijnlijk in een schrift zijn in de Vrije Steden of plaatsen als Ghis of Qarth. De voorbeelden in de boeken zijn weergegeven in het Latijnse alfabet en min of meer gebaseerd op het Engels.

### Medeklinkers
Het Dothraki heeft 23 medeklinkerfonemen:
|                | Labiaal      | Dentaal      | Alveolaar   | Palataal        | Velaar       | Uvulaar | Glottaal |
| -------------- | ------------ | ------------ | ----------- | --------------- | ------------ | ------- | -------- |
| Plosieven      |              | t [t̪], d [d̪] |             |                 | k [k], g [ɡ] | q [q]   |          |
| Affricaten     |              |              |             | ch [tʃ], j [dʒ] |              |         |          |
| Fricatieven    | f [f], v [v] | th [θ]       | s [s] z [z] | sh [ʃ], zh [ʒ]  | kh [x]       |         | h [h]    |
| Nasalen        | m [m]        | n [n̪]        | n [n]       | [ɲ]             | [ŋ]          | [N]     |          |
| Lateralen      |              |              | l [l]       |                 |              |         |          |
| Tril           |              |              | r [r]       |                 |              |         |          |
| Alveolaire tap |              |              | r [ɾ]       |                 |              |         |          |
| Approximanten  | w [w]        |              |             | y [j]           |              |         |          |

De letters b en p komen alleen voor in namen, zoals Bharbo en Pono.
Stemloze plosieven kunnen geaspireerd worden uitgesproken, zonder dat dit van invloed is op de betekenis.

### Klinkers
Het Dothraki heeft het volgende klinkersysteem:
| Klinkers | Tweeklanken |
| -------- | ----------- |
| i [i]    | iy [ij]     |
| e [e]    | ey [ej]     |
| o [o]    | oy [oj]     |
| a [a]    | ay [aj]     |

In de boeken van Martin komt de u nooit voor als klinker, maar alleen in de combinatie qu, die bovendien alleen in namen wordt gebruikt, zoals Jhiqui en Quaro.
Wanneer klinkers elkaar opvolgen, worden deze als afzonderlijke lettergrepen uitgesproken: shierak [ʃi.e.ˈɾak] "ster", rhaesh [ɾha.ˈeʃ] "land", khaleesi [ˈxa.l̪e.e.si] "koningin".

## Voorbeeld
- Nevakhi vekha ha maan: Rekke, m'aresakea norethi fitte.
- [ˈn̪evaxi ˈvexa ha maˈan̪ ˈrekːe ˈmaɾesakea ˈn̪oɾeθi ˈfit̪ːe]?
- seat.GEN exist.3SG.PRES for 3SG.ALL there.ACC with.coward.ALL.PL hair.GEN short
- There is a place for him: there, with the short-haired cowards.[6]
- Er is een plaats voor hem: daar, bij de kortharige lafaarden.